# Colonización de Aysén

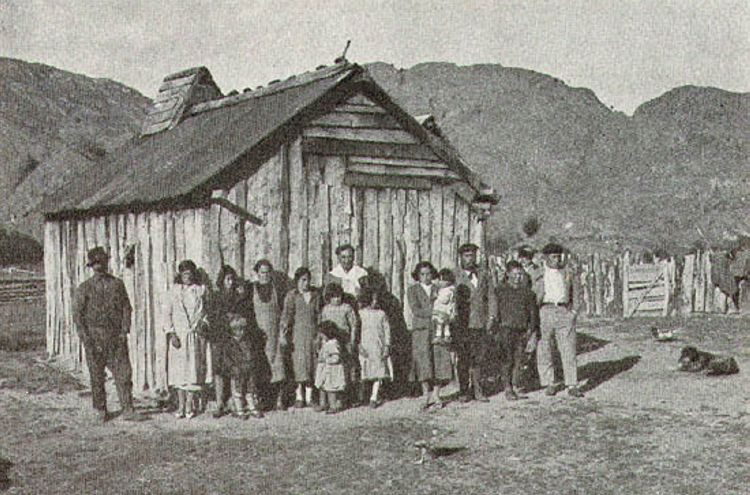
Un grupo de colonos en el río Baker.

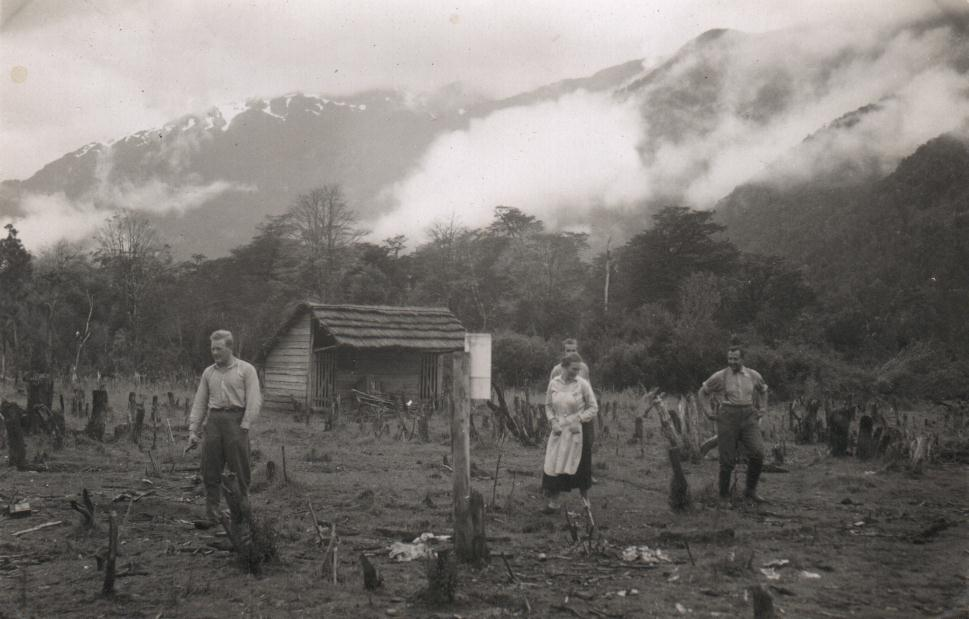
Una familia de colonos alemanes en Puyuhuapi despejando la zona con incendios.

La colonización de Aysén fue el proceso mediante el cual los territorios de la Patagonia occidental, pertenecientes a la actual Región Aysén del General Carlos Ibáñez del Campo, comenzaron a ser poblados por colonos y se incorporaron a la República de Chile.
El territorio de Aysén, habitado por diversos grupos indígenas como chonos, kawésqar (alacalufes) y aónik'enk (tehuelches), fue visitado por diversos exploradores europeos entre los siglos XVI y XVIII, quienes recorrieron sus canales, pero no lograron penetrar en el territorio continental ni asentarse en la zona.
Recién a mediados del siglo XIX, el gobierno chileno comenzó un proceso de exploración del territorio ubicado entre Chiloé y su colonia de Magallanes. Recién en 1859 se fundó el primer asentamiento permanente en la región: Melinka, ubicada en las islas Guaitecas. Solo luego de la definición de la frontera con Argentina, a través del tratado de 1881 y el laudo arbitral de 1902, el proceso de colonización se expandió hacia la zona de la pampa, principalmente a través de la concesión de estancias a sociedades dedicadas, principalmente, a la producción de lana.
A partir de los años 1920 y 1930, hubo apoyo gubernamental al establecimiento de colonos en la zona, lo que permitió la consolidación de los principales asentamientos de la región, como Puerto Aysén (fundada en 1924) y Coyhaique (fundado en 1929). En 1927, se creó formalmente el Territorio de Aysén, con capital en Puerto Aysén, y dos años después fue elevado al rango de provincia, lo que formalizó la incorporación de la zona bajo la administración chilena.
El proceso tuvo un alto costo ecológico por los incendios forestales provocados intencionalmente por los colonos, que modificaron la geografía de la región.

## Inicios de la colonización

### Exploración de la zona durante los primeros años de la República
- Phillip Parker King y Robert FitzRoy exploraron la región entre 1825-1835, pero sus cartas son copias defectuosas de las de Moraleda y fueron un retroceso comparadas con las de García, que habían sido olvidadas.

Una vez constituida la República, Enrique Simpson, en su calidad de capitán de fragata y en el marco de los trabajos de la SHOA, cartografió durante los veranos de los años 1870 al 1873 la costa comprendida entre los paralelos 43°30"S y 47°S. Simpson llegó desde lo que más tarde sería Puerto Aysén hasta el valle del río que hoy lleva su nombre.

### Colonización de la región costera
Hasta la construcción de la Carretera Austral, no existían caminos longitudinales que permitieran el ingreso a la zona de Aysén desde Puerto Montt. Este hecho significó que la entrada a la zona era a través de la Pampa o utilizar la vía marina para desembarcar en la costa (continental) y continuar hacia los valles interiores.
El primer asentamiento permanente en la zona fue el pueblo de Melinka (comuna de Guaitecas en el archipiélago del mismo nombre), fundado en 1859 por el lituano Felipe Westhoff. El pueblo, según una tradición local, fue llamado así por el nombre de su esposa, que en lituano significa queridita. Si bien en el ruso moderno hoy la traducción es "милочка" (transl. milochka), existe también el diminutivo милёнка (transl. milyonka) con igual significado. Otra versión, más respaldada por documentación de la época, señala que Felipe Westhoff habría nombrado el lugar en recuerdo de su hermana Melinka Westhoff,

Plano general de las concesiones en la región de Aysén hacia 1920.

La colonización desde la costa fue emprendida principalmente por pescadores y campesinos procedentes de Chiloé, que comenzaron a establecerse en las islas Guaitecas y en zonas de la costa continental, en establecimientos estacionales para cazar lobos y nutrias marinas y extraer madera de ciprés de las Guaitecas.
En 1880, el chonchino Ciriaco Álvarez erige un aserradero de ciprés de las Guaitecas en el fiordo de Aysén, junto con un almacén y viviendas para sus trabajadores, siendo posteriormente conocido como el "rey del ciprés". Luego, en 1884 se realizó una fallida colonización en Los Leones y otra en 1907, donde perecieron unos 50 trabajadores cerca de la desembocadura del Baker y fueron sepultados en la llamada Isla de Los Muertos. Muy cerca de esta isla, recién en 1920 se instala una nueva aldea en la costa, con la fundación de Tortel por parte de leñadores de ciprés. El primer puerto con un camino hacia el interior de la zona fue Puerto Aysén (fundado en 1924), y que estuvo al servicio de la industria ganadera asentada en la ciudad de Coyhaique, que fue fundada en 1929.
Desde la década de 1930 comienza a intensificarse la colonización en las costas de la región de Aysén, con la fundación de Puyuhuapi (por parte de inmigrantes alemanes en 1935), Chaitén (1938), Puerto Raúl Marín Balmaceda (1940) y Puerto Cisnes (1952).
Ingresando por los ríos de la zona, en la década de 1940, los colonos comenzaron a ocupar tierras en La Junta, Campo Grande, Villa Mañihuales y la ribera del río Simpson.

### Colonización de la pampa

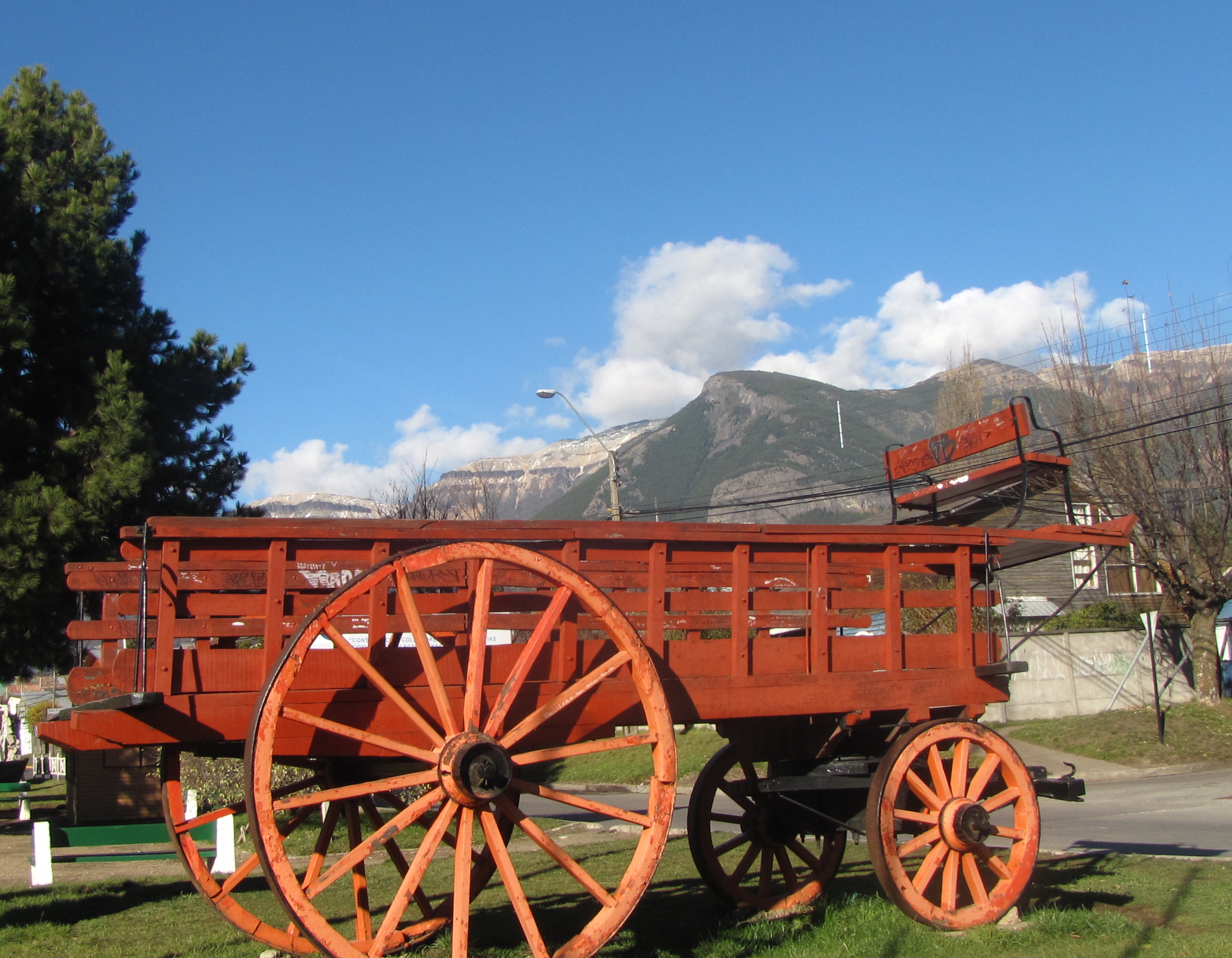
Carro de bueyes en una plaza de Coyhaique, como recordatorio de la colonización.

Desde la década de 1890, campesinos provenientes de la zona centro-sur de Chile comenzaron a establecerse en zonas fronterizas de Argentina, en particular en Neuquén; pero luego debieron abandonar dichos territorios y viajaron hacia el sur, hasta encontrar sitios propicios para cruzar a territorio chileno. Estos colonos se asentaron preferentemente en el valle Simpson y en sectores cercanos al lago General Carrera, creando las localidades de Puerto Ingeniero Ibáñez en 1905, y Chile Chico en 1919. También en este periodo fueron fundadas las localidades de Futaleufú (en 1920), y Balmaceda (en 1917), siendo esta última la primera gran ciudad de la zona. Los pobladores de Chile Chico se defendieron con armas de un intento de desalojo efectuado por un destacamento policial chileno. Posteriormente estuvieron a punto de enfrentarse a un batallón argentino en los sucesos conocidos como la «Guerra de Chile Chico».
Luego de la delimitación fronteriza entre Chile y Argentina tras el laudo arbitral de 1902, el gobierno otorgó grandes extensiones de tierra a diversas compañías ganaderas, entre ellas la «Sociedad Industrial de Aysén», la Anglo-Chilean Pastoral Co, y la «Sociedad Explotadora del Baker». Dichas empresas construyeron caminos y establecieron rutas marítimas para comercializar sus productos.

## Carretera Austral

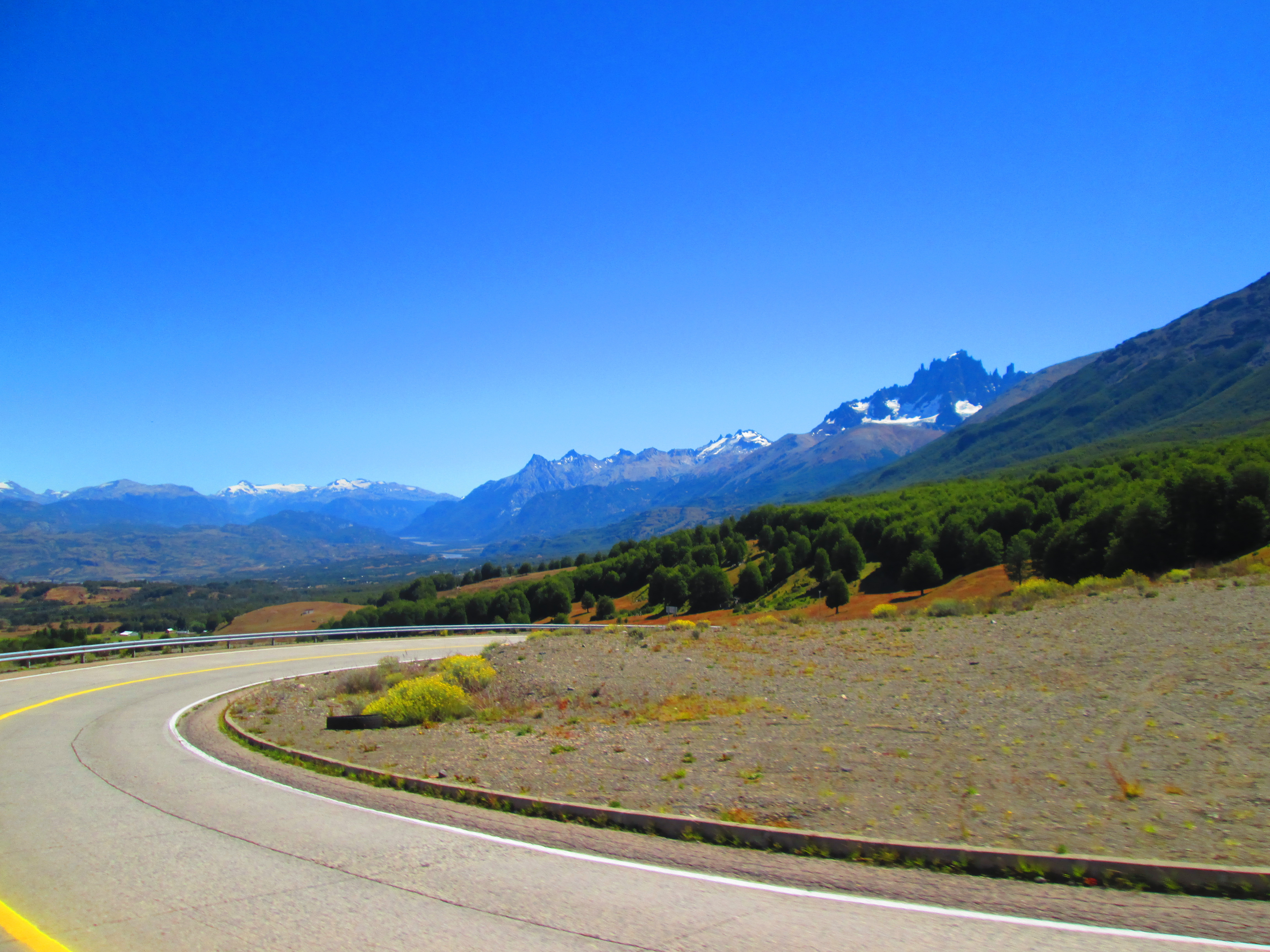
La Carretera Austral.

El proceso de colonización en zonas interiores de la Región de Aysén se intensificó desde 1976 con la construcción de la Carretera Austral. El plan contemplaba una vía longitudinal entre Puerto Montt y Villa O'Higgins, y dos vías transversales. Sin embargo, en la actualidad existe un tramo en la región de Los Lagos que debería pasar por el Parque Pumalín y que aún no ha sido construido. En compensación por dichos sectores no construidos, existen transbordadores para conectar las zonas aisladas.
La construcción de la Carretera Austral permitió desarrollar el comercio terrestre entre las localidades de Aysén con el resto del país. A su vez, dicha vía ha permitido potenciar el turismo en la zona gracias a la apertura de caminos hacia zonas remotas de la región.